# Phylogénie des ptérosaures
La phylogénie des ptérosaures (Pterosauria) est hautement controversée et plusieurs arbres phylogénétiques hypothétiques ont été proposés à travers les années et les perceptions de ces animaux.

## Unwin (2003)
La matrice comprend 19 groupes de ptérosaures (dont la plupart sont supra-spécifique) plus un groupe extérieur (Euparkeria capensis). Les taxons ont été codés pour 60 caractères.
- Pterosauria
  - Preondactylus
  - Macronychoptera
    - Dimorphodontidae
    - Caelidracones
      - Anurognathidae
      - Lonchognatha
        - Campylognathoididae
        - Breviquartossa
          - Rhamphorhynchidae
            - Rhamphorhynchinae
            - Scaphognathinae

          - Pterodactyloidea
            - Ornithocheiroidea
              - Istiodactylus
              - Euornithocheira
                - Ornithocheiridae
                - Pteranodontidae
                  - Nyctosaurus
                  - Pteranodontinae

            - Lophocratia
              - Ctenochasmatoidea
                - Gallodactylidae
                - Euctenochasmatia
                  - Pterodactylus
                  - Lonchodectes
                  - Ctenochasmatidae

              - 
                - Dsungaripteroidea
                  - Germanodactylus
                  - Dsungaripteridae

                - Azhdarchoidea
                  - Tapejara
                  - Neoazhdarchia
                    - Tupuxuara
                    - Azhdarchidae

## Kellner (2003)
La matrice comprend 39 espèces de ptérosaures validées, bien que Rhamphorhynchus longicaudus et Nyctosaurus bonneri sont respectivement considérées comme des synonymes de R. muensteri et N. gracilis, plus trois espèces hors groupes (Ornithosuchus longidens, Herrerasaurus ischigualastensis and Scleromochlus taylori). Les taxons ont été codés pour 74 caractères.
- Pterosauria
  - Anurognathidae
    - Anurognathus ammoni
    - Asiaticognathidae
      - Batrachognathus volans
      - Dendrorhynchoides curvidentatus

  - 
    - Sordes pilosus
    - 
      - Scaphognathus crassirostris
      - Preondactylus bufarinii
      - 
        - Dorygnathus banthensis
        - 
          - Dimorphodon macronyx
          - 
            - Peteinosaurus zambellii
            - "Eudimorphodon" rosenfeldi
            - Novialoidea
              - Campylognathoididae
                - Campylognathoides liasicus
                - Eudimorphodon ranzii

              - 
                - Rhamphorhynchidae
                  - Rhamphorhynchus longicaudus
                  - Rhamphorhynchus muensteri

                - Pterodactyloidea
                  - Archaeopterodactyloidea
                    - 
                      - Pterodactylus antiquus
                      - Pterodactylus kochi
                      - Germanodactylidae
                        - Germanodactylus cristatus
                        - Germanodactylus rhamphastinus

                    - 
                      - Ctenochasmatidae
                        - Ctenochasma
                        - Pterodaustro guinazui

                      - Gallodactylidae
                        - Cycnorhamphus suevicus
                        - Gallodactylus canjuersensis

                  - Dsungaripteroidea
                    - 
                      - Nyctosaurus bonneri
                      - Nyctosaurus gracilis

                    - Ornithocheiroidea
                      - Pteranodontoidea
                        - Pteranodon longiceps
                        - 
                          - Istiodactylus latidens
                          - 
                            - Coloborhynchus clavirostris
                            - Anhangueridae
                              - Tropeognathus mesembrinus
                              - 
                                - Anhanguera blittersdorffi
                                - Anhanguera piscator
                                - Anhanguera santanae

                      - Tapejaroidea
                        - Dsungaripteridae
                          - Dsungaripterus weii
                          - Noripterus complicidens
                          - "Phobetor" parvus

                        - Azhdarchoidea
                          - Tapejaridae
                            - Tupuxuara leonardii
                            - 
                              - Tapejara wellnhoferi
                              - Tapejara imperator

                          - Azhdarchidae
                            - Azhdarcho lancicollis
                            - Quetzalcoatlus sp

## Andres (2013)
En 2010, Brian Blake Andres écrivit une révision de la phylogénie des ptérosaures. Son analyse combinait les données de trois différentes matrix : l'analyse originale de Kellner de 2003, sa mise à jour en 2004, celle de Wang et al. en 2005 et Wang et al. 2009, l'analyse originale d'Unwin en 2003 et ses mises à jour (Unwin (2002), Unwin (2004), Lu et al. (2008) et Lu et al. (2009)) et ses propres précédentes analyses (Andres et al. (2005), Andres et Ji (2008) et Andres et al. (2010)).  Les caractères supplémentaires proviennent de DallaVecchia (2009), des analyses de Bennett (1993-1994) et de plusieurs documents non liés à la phylogénétique,.
La matrice comprend près de 100 espèces de ptérosaures validées et un groupe extérieur (Euparkeria capensis). Cela représente 70,4 % des 142 espèces connues de ptérosaures. Il y a 183 caractères morphologiques. La typologie qui en résulte est plus complète que les précédentes analyses. De plus, elle prend en compte les espèces terminales. Cette analyse a été utilisée par Richard J. Butler, Stephen L. Brusatte, Brian B. Andres et Roger B. J. Benson (2012) pour évaluer la diversité morphologique et les fossiles de ptérosaures. 
- Pterosauria
  - 
    - 
      - Preondactylus bufarinii
      - Austriadactylus cristatus

    - 
      - Peteinosaurus zambellii
      - Eudimorphodontidae
        - Raeticodactylinae
          - Caviramus schesaplanensis
          - Raeticodactylus filisurensis

        - 
          - Eudimorphodon cromptonellus
          - 
            - Eudimorphodon ranzii
            - Eudimorphodon rosenfeldi

  - Macronychoptera
    - 
      - Dimorphodon macronyx
      - Parapsicephalus purdoni

    - Novialoidea
      - 
        - Campylognathoides liasicus
        - Campylognathoides zitteli

      - Breviquartossa
        - Rhamphorhynchidae
          - Scaphognathus crassirostris
          - Rhamphorhynchinae
            - Dorygnathus banthensis
            - 
              - 
                - Cacibupteryx caribensis
                - Nesodactylus hesperius
                - Rhamphorhynchus muensteri

              - 
                - Harpactognathus gentryii
                - 
                  - Angustinaripterus longicephalus
                  - Sericipterus wucaiwanensis

        - 
          - Sordes pilosus
          - Monofenestrata
            - Wukongopteridae
              - Pterorhynchus wellnhoferi
              - 
                - Darwinopterus modularis
                - Wukongopterus lii

            - 
              - Changchengopterus pani
              - Caelidracones
                - Anurognathidae
                  - Dendrorhynchoides curvidentatus
                  - 
                    - Jeholopterus ninchengensis
                    - 
                      - Anurognathus ammoni
                      - Batrachognathus volans

                - Pterodactyloidea
                  - Archaeopterodactyloidea (cf. ci-dessous)
                  - 
                    - Haopterus gracilis
                    - Ornithocheiroidea (cf. ci-dessous)

- Archaeopterodactyloidea
  - Germanodactylidae
    - Normannognathus wellnhoferi
    - 
      - Germanodactylus cristatus
      - Germanodactylus rhamphastinus

  - Euctenochasmatia
    - 
      - Pterodactylus antiquus
      - Pterodactylus kochi

    - 
      - Ardeadactylus longicollum
      - Ctenochasmatoidea
        - Gallodactylidae
          - 
            - Boreopterus cuiae
            - Feilongus youngi

          - 
            - Cycnorhamphus suevicus
            - Gallodactylus canjuersensis

        - Ctenochasmatidae
          - Gnathosaurinae
            - Kepodactylus insperatus
            - 
              - Elanodactylus prolatus
              - 
                - Huanhepterus quingyangensis
                - 
                  - Plataleorhynchus streptophorodon
                  - 
                    - Gnathosaurus subulatus
                    - Gnathosaurus macrurus

          - Ctenochasmatinae
            - 
              - Ctenochasma elegans
              - Ctenochasma roemeri

            - 
              - Pterodaustro guinazui
              - 
                - Eosipterus yangi
                - 
                  - Beipiaopterus chenianus
                  - Gegepterus changi

- Ornithocheiroidea
  - Pteranodontia
    - Nyctosauridae
      - Muzquizopteryx coahuilensis
      - "Nyctosaurus" lamegoi
      - Nyctosaurus gracilis

    - 
      - Alamodactylus byrdi
      - Pteranodontoidea
        - 
          - Pteranodon longiceps
          - Pteranodon sternbergi

        - 
          - Istiodactylidae
            - Longchengpterus zhaoi
            - 
              - Nurhachius ignaciobritoi
              - 
                - Liaoxipterus brachyognathus
                - 
                  - Istiodactylus latidens
                  - Istiodactylus sinensis

          - 
            - Lonchodectes compressirostris
            - 
              - Aetodactylus halli
              - 
                - Cearadactylus atrox
                - 
                  - Brasileodactylus araripensis
                  - 
                    - Ludodactylus sibbicki
                    - 
                      - Anhangueridae
                        - Liaoningopterus gui
                        - 
                          - Anhanguera araripensis
                          - 
                            - Anhanguera blittersdorffi
                            - 
                              - Anhanguera piscator
                              - Anhanguera santanae

                      - Ornithocheiridae
                        - Tropeognathus mesembrinus
                        - 
                          - Ornithocheirus simus
                          - 
                            - Coloborhynchus clavirostris
                            - Coloborhynchus wadleighi

  - Azhdarchoidea
    - 
      - Bennettazhia oregonensis
      - 
        - Nemicolopterus crypticus
        - 
          - "Sinopterus" gui
          - Tapejaridae
            - 
              - Huaxiapterus jii
              - 
                - Eopteranodon lii
                - Sinopterus dongi

            - 
              - "Huaxiapterus" corollatus
              - 
                - "Huaxiapterus" benxiensis
                - 
                  - Bakonydraco galaczi
                  - 
                    - Tapejara wellnhoferi
                    - 
                      - Tupandactylus navigans
                      - Tupandactylus imperator

    - Neoazhdarchia
      - 
        - Chaoyangopteridae
          - Eoazhdarcho liaoxiensis
          - 
            - Shenzhoupterus chaoyangensis
            - 
              - Chaoyangopterus zhangi
              - Jidapterus edentus

        - Azhdarchidae
          - Radiodactylus langstoni
          - Azhdarchinae
            - Azhdarcho lancicollis
            - 
              - TMM 42489
              - 
                - Zhejiangopterus linhaiensis
                - 
                  - Arambourgiania philadelphiae
                  - Quetzalcoatlus northropi
                  - Quetzalcoatlus sp.

      - 
        - Thalassodromidae
          - Thalassodromeus sethi
          - 
            - Tupuxuara leonardii
            - Tupuxuara longicristatus

        - Dsungaripteridae
          - 
            - Domeykodactylus ceciliae
            - Dsungaripterus weii

          - 
            - Noripterus complicidens
            - Noripterus parvus

## Vidovic et Martill (2017)
Limité aux ptérodactyloïdes :
- Pterodactyloidea
  - Eosipterus yangi
  - 
    - Pterodactylus antiquus
    - Lophocratia
      - 
        - Diopecephalus kochi
        - Ctenochasmatoidea
          - Gallodactylidae
            - Aerodactylus scolopaciceps
            - 
              - Aurorazhdarchidae
              - Gallodactylidae

          - Ctenochasmatidae

      - 
        - Altmuehlopterus ramphastinus
        - Dsungaripteroidea
          - Germanodactylus cristatus
          - 
            - Elanodactylus prolatus
            - Ornithocheiroidea
              - Dsungaripteromorpha
                - 
                  - Lonchodectes compressirostris
                  - 
                    - Prejanopterus curvirostra
                    - 
                      - Kepodactylus insperatus
                      - Dsungaripteridae

                - Pteranodontoidea
                  - Ornithocheiromorpha
                  - 
                    - 
                      - Hamipterus tianshanensis
                      - Ikrandraco avatar

                    - 
                      - Istiodactylus
                      - Pteranodontia
                        - Nyctosauridae
                        - Pteranodon

              - Azhdarchoidea
                - Sinopterus dongi
                - Tapejarinae
                  - Eoazhdarcho liaoxiensis
                  - Neoazhdarchia
                    - Tapejaridae
                    - Bennettazhia oregonensis
                    - Huaxiapterus jii
                    - Thalassodromeus sethi
                    - Tupuxuara leonardii
                    - Azhdarchidae

## Longrich, Martill et Andres (2018)
Limité aux ptérodactyloïdes :
- Caelidracones
  - Anurognathidae
  - Pterodactyloidea
    - Kryptodrakon
    - Lophocratia
      - Archaeopterodactyloidea
        - Germanodactylidae
        - Euctenochasmatia
          - Pterodactylus
          - Ctenochasmatoidea
            - Gallodactylidae
            - Ctenochasmatidae 

      - Eupterodactyloidea
        - Haopterus
        - Ornithocheiroidea
          - 
            - Piksi
            - Pteranodontia
              - Nyctosauridae
              - Pteranodontidae

          - Azhdarchoidea
            - Tapejaromorpha
              - Bennettazhia
              - Tapejaridae
                - 
                  - Bakonydraco
                  - 
                    - 
                      - "Huaxiapterus" benxiensis
                      - "Huaxiapterus" corollatus

                    - 
                      - Eopteranodon
                      - 
                        - Huaxiapterus
                        - Sinopterus

                - Tapejarinae 

            - Neoazhdarchia
              - Dsungaripteromorpha
                - Thalassodrominae
                - Dsungaripteridae

              - Neopterodactyloidea
                - Chaoyangopteridae
                - Azhdarchidae

## Sources